# غاري (سفيردلوفسك)
غاري (بالروسية: Гари) هي مدينة في مقاطعة سفيردلوفسك أوبلاست في روسيا.